# Kanton Chaumergy
Chaumergy is een voormalig kanton van het Franse departement Jura. Het kanton maakte sinds mei 2006 deel uit van het arrondissement Lons-le-Saunier, daarvoor behoorde het tot het arrondissement Dole. Het werd opgeheven bij decreet van 17 februari 2014 met uitwerking op 22 maart 2015.

## Gemeenten
Het kanton Chaumergy omvatte de volgende gemeenten:
- Bois-de-Gand
- La Chassagne
- Chaumergy (hoofdplaats)
- La Chaux-en-Bresse
- Chêne-Sec
- Commenailles
- Les Deux-Fays
- Foulenay
- Francheville
- Froideville
- Recanoz
- Rye
- Sergenaux
- Sergenon
- Le Villey
- Vincent